# 尚普 (杜省)
尚普（法語：Champoux，法語發音：[ʃɑ̃pu]）是法国杜省的一个市镇，位于该省西北部，属于贝桑松区。

## 地理
尚普（47°20'5"N, 6°8'12"E）面积2.98 平方千米，位于法国勃艮第-弗朗什-孔泰大區杜省，该省份为法国东部内陆省份，北起上索恩省，西接汝拉省，东部及东南部与瑞士接壤，东北部与贝尔福地区省接壤。
与尚普接壤的市镇（或旧市镇、城区）包括：蒙塞、沃尼斯、马尔绍-绍德方丹。

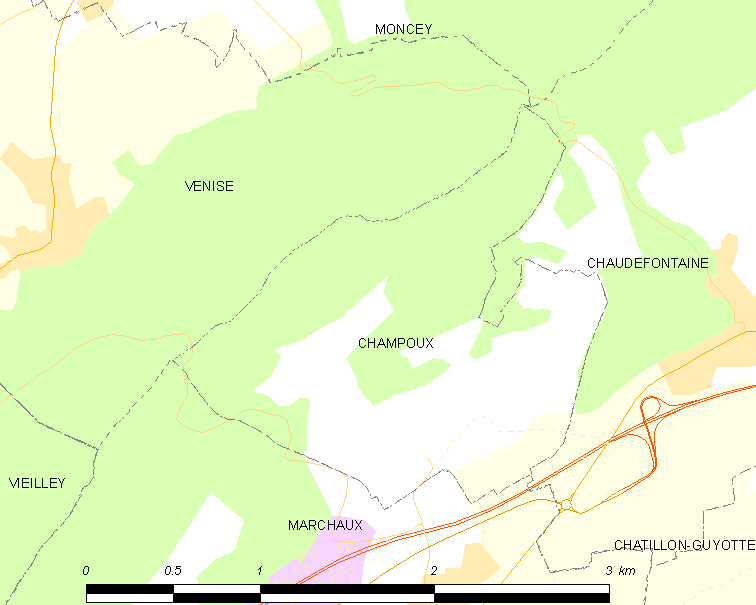
的OSM定位图

尚普的时区为UTC+01:00、UTC+02:00（夏令时）。

## 行政
尚普的邮政编码为25640，INSEE市镇编码为25117。

## 政治
尚普所属的省级选区为贝桑松第四县。

## 人口

1962-2008年间人口变化图示

尚普于2022年1月1日时的人口数量为90人。